# 金融科技創新園區
金融科技創新園區（英語：FinTechSpace）是中華民國金融監督管理委員會成立的全國第一個「金融科技產業生態的實體共創空間」，位於台北市中正區南海路1號13樓（仰德大樓），由金管會委託台灣金融服務業聯合總會規劃成立，資訊工業策進會金融科技中心執行維運，2018年9月18日開幕，是目前台灣最大的金融科技新創企業聚落。園區於2021年第一期第五梯次共43家新創團隊進駐。由於第一期計畫空間運用已經額滿，2018年9月18日金管會主委顧立雄表示，金管會考慮在台北市松山區建立第二園區，但由於此構想受到高雄市政府（陳菊市府）批評重北輕南，因此考慮在高雄市建立第二期計畫。

## 外部連結
- 金融科技創新園區
- 金融科技創新園區的Facebook專頁